# Riu Estós
El riu Estós neix al Parc Natural de Pocets-Maladeta (Pirineus aragonesos), a la capçalera del port de Gistau/Estós (2592 metres). Les aigües provinents del vessant nord arriben al riu des de prop del Pic Occidental de Clarabide (la Forca de Clarabide), el pic Perdiguero i el pic Estós. Són les aigües dels barrancs de Clarabide, la Coma i del Forau. Del vessant sud, el cabal s'alimenta des del Pocets fins a l'Agulla d'Ixea, de 2840 metres d'altitud, pels barrancs de la Paúl, el Montidiego (o del Pino) i el barranc de l'Aigüeta.
Després del pantà del Pas Nou, desemboca en el riu Éssera al sud del riu Vallhiverna, que ve del llac de LLosas,
 i a nord de Benasc. El riu Éssera veu augmentar el seu cabal considerablement gràcies als barrancs i rius que llisquen dels massissos de La Maladeta i de Pocets.

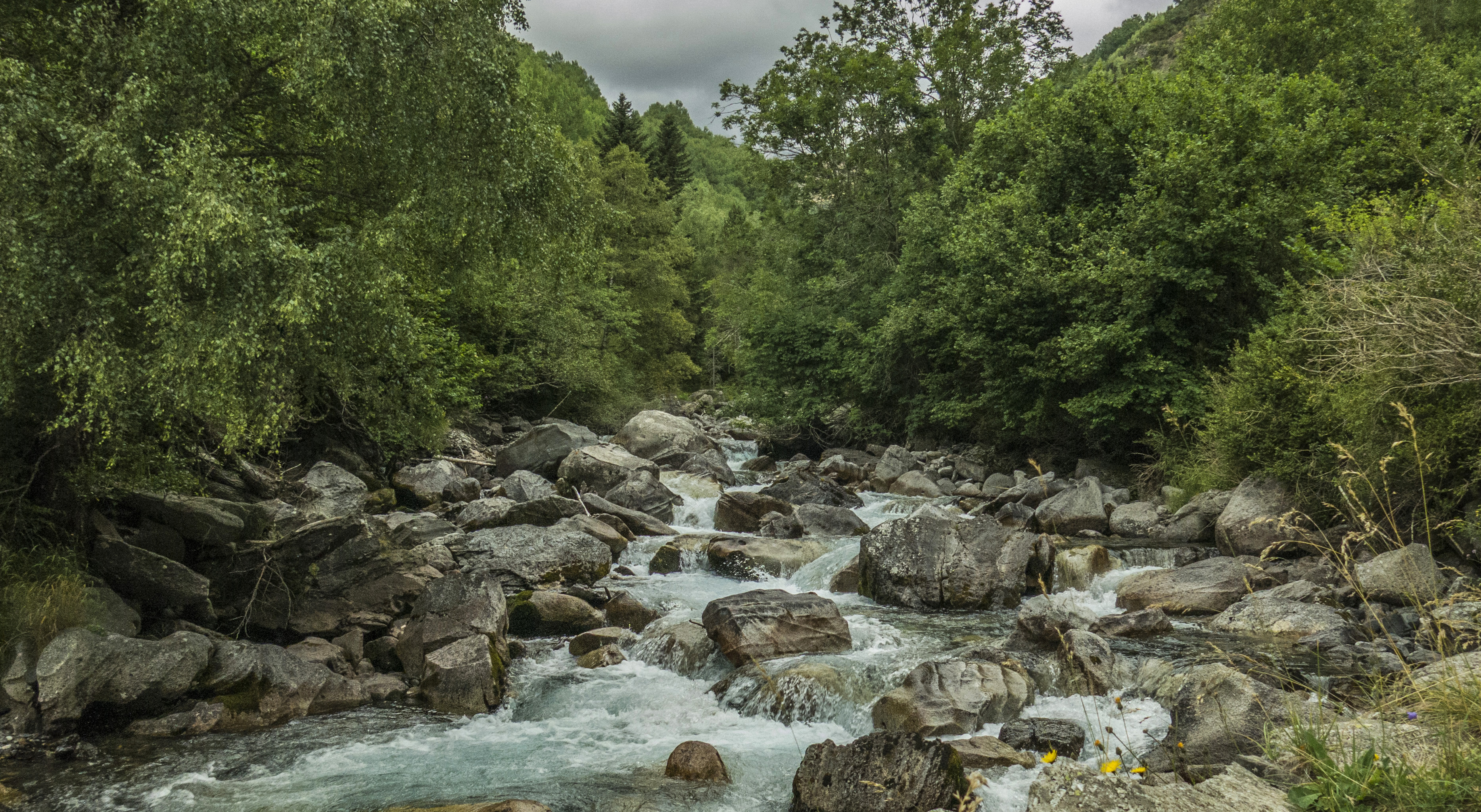
Riu Estós
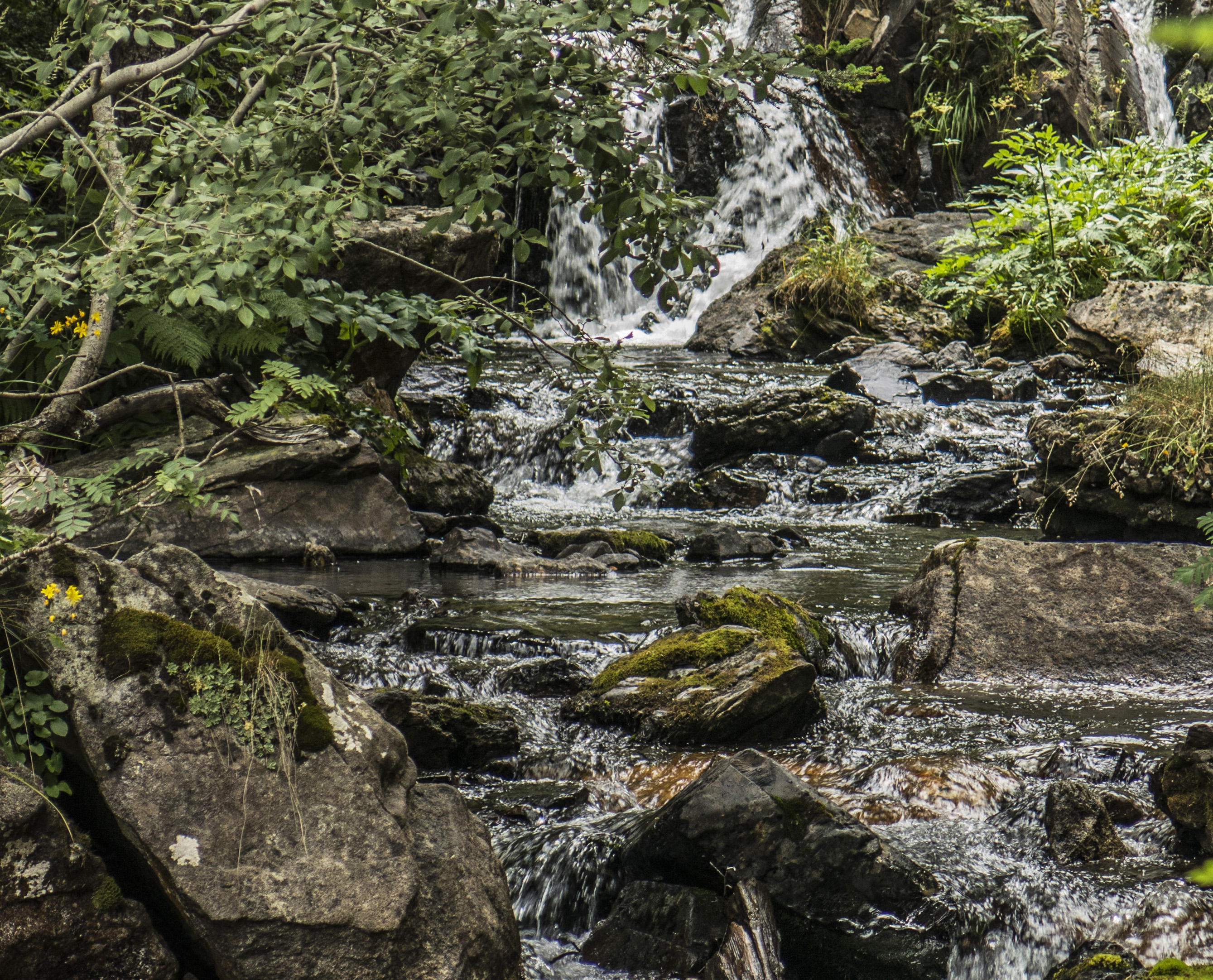
Barranc de l'Aigüeta